# Шаповал Іван Максимович
Іва́н Макси́мович Шапова́л (4 січня 1905, Гаражівка — 2003) — український письменник, краєзнавець, учений у галузі металургії. Кандидат технічних наук. Член Національної спілки письменників України (від 1967 року).

## Біографія
Народився 4 січня 1905 року у селі Гаражівка (нині входить до складу с. Софіївка Перша Близнюківського району Харківської області) в селянській родині. Трудове життя почав з 14 років. 1923 року вступив до комсомолу. До 1935 року перебував на комсомольській і культурно-освітній роботі.
У 1928—1933 роках навчався на робітничому факультеті та працював у Дніпропетровському історичному музеї. У 1934—1938 роках навчався в Дніпропетровському металургійному інституті. Після закінчення інституту працював інженером, майстром ливарного цеху на заводі імені Карла Лібкнехта та ДПРЗ.
Брав участь у Другій світовій війні, визволяв Кавказ і Україну від нацистських загарбників. Нагороджено орденом Червоної Зірки та медалями.
Після війни і до 1970 року Шаповал працював у Дніпропетровському металургійному інституті.
Був завідувачем промислового відділу міськкому партії, секретарем парткому металургійного інституту. Далі — доцент Дніпропетровського гірничого інституту (до 1970 року).

## Літературна діяльність
В літературі дебютував у 1963 році книжкою «В пошуках скарбів», присвяченою життю та діяльності Д. І. Яворницького. Це була перша книжка в літературі, яка висвітлила образ невтомного вченого, дослідника запорозького козацтва. Книга витримала сім перевидань. Була перекладена російською і польською мовами. Відтоді історія рідного крає стає предметом письменницького зацікавлення І. Шаповала.
Його перу належить низка документальних повістей та нарисів про видатних вчених нашого краю Олександра Чекмарьова, Володимира Маковського, Зота Нєкрасова, Валентина Потураєва, Олександра Бельгарда та інш., повість, присвячена відомому кобзареві з підгороднього Олексі Ковалю «Взяв би я бандуру».
Творчість І. М. Шаповала є предметом наукового дослідження музею «Літературне Придніпров'я». Доробок письменника знайшов безпосереднє відображення в експозиціях виставок, як то «Новітня література Придніпров'я. 1956—1968», "Сторінками часопису «Бористен», «Сторінки літературної історії Придніпров'я» та інших, численних публікаціях з літературної історії Придніпров'я 1950-1990-х років.
Музей зберігає письменницький архів Шаповала І. М., переданий його сином О. І. Шаповалом. Це рукописи, публіцистичні виступи, численні фотоматеріали, які широко висвітлюють життя і діяльність І. М. Шаповала, документи. Опрацьовані матеріали з архіву, передані на збереження у фонди Дніпропетровського національного історичного музею ім. Д.Яворницького.

## Основні публікації
У післявоєнні роки вийшло в світ кілька наукових праць Івана Шаповала:
- «Наука и техника на Днепропетровщине»,
- «Ученые Днепропетровщины на службе семилетки» (1960),
- «Продлить жизнь деталей машин»,
- Нариси про вчених «Стежками незвіданими» (1966).

Від 1950 року часто виступав у періодичній пресі зі статтями та нарисами. Опублікував у журналах понад 40 науково-технічних статей.
Автор книги про Дмитра Яворницького (1963).
Також видав книги:
- «Широкі крила» (1969),
- «Академік О. П. Чекмарьов» (1971),
- «Володимир Маковський» (1974),
- «Придніпровські джерела»,
- «Взяв би я бандуру»,
- «Козацький батько».

Лауреат премії імені Дмитра Яворницького.